# Pst! - För ett bättre Håbo
Pst! - För ett bättre Håbo var ett lokalt politiskt parti som var registrerat för val till kommunfullmäktige i Håbo kommun. Partiet var representerat i Håbo kommunfullmäktige mellan 1994 och 2002. Senare slogs partiet ihop med Moderaterna i Håbo kommun.